# Přeštice
Přeštice település Csehországban, a Dél-plzeňi járásban. Přeštice Lužany, Příchovice, Horní Lukavice, Oplot, Dolní Lukavice, Dnešice, Soběkury és Řenče településekkel határos. Lakosainak száma 6804 fő (2024. január 1.).

## Népesség
A település lakosságának változását az alábbi diagram mutatja:
| Lakosok száma | 3388 | 4091 | 4683 | 5113 | 6769 | 6453 | 7106 | 7114 | 6645 | 6804 |
|               | 1869 | 1890 | 1921 | 1950 | 1980 | 2001 | 2017 | 2019 | 2022 | 2024 |